# La Pecora (Attraverso lo specchio)
La Vecchia Pecora (o semplicemente La Pecora) è un personaggio inventato da Lewis Carroll, che appare in Attraverso lo specchio e quel che Alice vi trovò.

## Il personaggio
La Pecora appare nel quinto capitolo del libro, intitolato Lana e acqua. Mentre Alice parla con la Regina Bianca, improvvisamente questa inizia a belare e il suo scialle di lana cresce fino ad avvolgerla del tutto; la foresta in cui le due camminavano sparisce e Alice si ritrova in un piccolo, oscuro negozio, mentre al posto della Regina c'è una vecchia pecora intenta a lavorare a maglia. Inizialmente la bambina crede che la Regina abbia cambiato aspetto, ma presto si rende conto che si tratta di un personaggio completamente diverso.
La Pecora invita Alice a guardarsi intorno nel negozio e comprare qualcosa che le piaccia; tuttavia gli scaffali del negozio, che sembrano pieni di oggetti, appaiono tutti vuoti quando Alice li guarda, e la merce cambia forma e dimensioni. A un tratto, la bambina si accorge che la Pecora lavora a maglia con ben quattordici ferri da calza: a quel punto l'animale gliene porge un paio e le chiede di remare. Alice si rende allora conto di non trovarsi più nel negozio ma a bordo di una piccola barca, e che gli aghi si sono trasformati in remi.
Mentre le due navigano, la Pecora grida degli ordini in linguaggio marinaresco, che Alice non comprende: ad esempio le dice di catturare dei granchi, ma la bambina prende l'ordine alla lettera. La Pecora inizia allora a fare degli appunti molto antipatici sui fraintendimenti di Alice, la quale si irrita molto. Per distrarsi, la bambina si concentra su alcuni giunchi profumati che crescono in acqua; quando prova a raccoglierli, tuttavia, essi scompaiono.
Alice riesce finalmente a catturare un granchio, e in quel momento si ritrova improvvisamente nel negozio. La Pecora le chiede nuovamente di comprare qualcosa, e Alice sceglie di comprare un uovo (nonostante due uova costino meno di uno solo). La Pecora mette in equilibrio un uovo su uno scaffale sull'altro lato del negozio, invitando Alice a prenderlo da sé perché rifiuta di mettere cose direttamente in mano alle persone; anche l'uovo sembra tuttavia allontanarsi da Alice man mano che ella si avvicina. Alla fine Alice riesce a prendere l'uovo (che nel capitolo successivo si trasformerà in Humpty Dumpty), e si accorge di essere ritornata nel bosco della Regina Bianca.

## Analisi
L'episodio della Pecora è, nell'intero Attraverso lo Specchio, quello che presenta le più spiccate caratteristiche della dimensione onirica: gli oggetti che scompaiono o cambiano forma, gli spazi che si dilatano e l'improvviso cambio di location/azione sono infatti tipici di un sogno o addirittura di un incubo. Non è pertanto un caso che esso si svolga subito dopo l'incontro con la Regina Bianca, che ha portato a compimento la spiegazione delle regole del Mondo dello Specchio già avviata dalla Regina Rossa alcuni capitoli prima; il tema del sogno era inoltre già presente nel capitolo precedente, nel quale Tweedledum e Tweedledee hanno mostrato ad Alice il Re Rosso addormentato, insinuando che l'avventura di Alice e l'intera sua esistenza possano in effetti esistere solo nel sogno del sovrano. L'episodio si trova infine a ridosso della metà del libro, nel bel mezzo del percorso di maturazione di Alice.
La Pecora è presentata come una persona anziana, pedante e antipatica, che invita Alice a comprare qualcosa dal suo negozio, rimanendole sempre ostile; il personaggio rappresenta l'adulto che chiede al bambino di crescere in fretta e di comprendere linguaggi e dinamiche dell'età matura, senza tuttavia fornirgli aiuto o spiegazioni. Il bambino deve dunque procurarsi autonomamente gli strumenti per procedere nel suo percorso di crescita, che tuttavia sfuggono alla sua comprensione come gli oggetti nel negozio della Pecora.
Martin Gardner evidenzia che l'episodio della barca rappresenta un rovesciamento delle gite in barca che Carroll soleva compiere con Alice Liddell e le sue sorelle, durante le quali avrebbe concepito le avventure dell'Alice letteraria: tanto rilassata e amichevole era l'atmosfera tra l'autore e le sue amichette, quanto sgradevole e teso è il viaggio di Alice con la Pecora, quasi a rappresentare l'autoesclusione di Carroll dall'ipocrisia degli adulti.

## Il Negozio della Pecora
L'illustrazione di sir John Tenniel per la prima edizione di Attraverso lo Specchio mostra Alice e la Pecora all'interno del Negozietto di quest'ultima; il disegnatore prese a modello un edificio reale, tuttora esistente al numero 83 di via St. Aldate a Oxford, proprio di fronte al Christ Church College dove Carroll insegnava. L'edificio è una tipica costruzione inglese in pietra risalente al XV secolo, ampliata e ristrutturata nel XVII secolo.
Ai tempi di Carroll l'edificio ospitava un negozio, tra i cui clienti c'era Alice Liddell, figlia di Henry Liddell, decano del Christ Church e grande amico dell'autore. Alice era solita comprare dolci al negozio, motivo per cui Carroll indicò a Tenniel di disegnare il Negozio della Pecora ispirandosi a esso.
Martin Gardner sottolinea che, ai tempi di Carroll, la proprietaria del negozio era Mary Millin-Baker, un'anziana signora che aveva una voce molto profonda e l'abitudine di lavorare a maglia anche mentre serviva i clienti. La zona dove sorge il negozio, a ridosso del Tamigi, era spesso soggetta a inondazioni: nel 1852 ce ne fu una particolarmente grave, al termine della quale la strada si ritrovò invasa da numerose carcasse di animali trascinati dalla corrente, tra cui molte pecore. Questi elementi avrebbero contribuito alla caratterizzazione della Pecora e del suo negozio, mentre l'improvviso cambio di location sarebbe una sublimazione delle inondazioni .
Oggi l'edificio ospita The Alice's Shop, un negozio di memorabilia, souvenir e oggetti ispirati ai libri di Lewis Carroll. Pur rinnovato negli interni, esso presenta ancora la facciata già visibile ai tempi dell'autore, e al primo piano è riconoscibile il bovindo ritratto nell'illustrazione di Tenniel.